# آلکساندر سیتی
آلکساندر سیتی شهری است در ایالت آلاباما در کشور آمریکا.

## مکان
آلکساندر سیتی در موقعیت () قرار دارد.
با توجه به اطلاعات اداره آمار آمریکا مساحت آن در حدود ۱۰۱ کیلومترمربع است.

## مردم‌شناسی
با توجه به آمار سال ۲۰۰۰ جمعیت آن ۱۵۰۰۸ نفر، ۶۱۵۲ خانواده در آن ساکن هستند.
تعداد ۶۸۵۵ واحد خانه در هر مساحت تقریبی (۶۸،۲akm²) قرار دارد.
۲۴،۲% درصد از خانواده‌های فرزند زیر ۱۸ سال داشتند که از این تعداد ۴۷،۹% درصد زوج بوده و ۱۶،۲% درصد زنان بدون شوهر و ۳۲،۸% درصد نیز غیر خانواده بودند.
متوسط درآمد یک خانواده در حدود ۳۸،۸۸۱ دلار آمریکا است و زنان درآمد متوسط ۳۰،۳۹۲ دلار آمریکا و مردان درآمد متوسط ۲۰،۷۰۵ دلار آمریکا بدست می‌آورند.

## نگارخانه

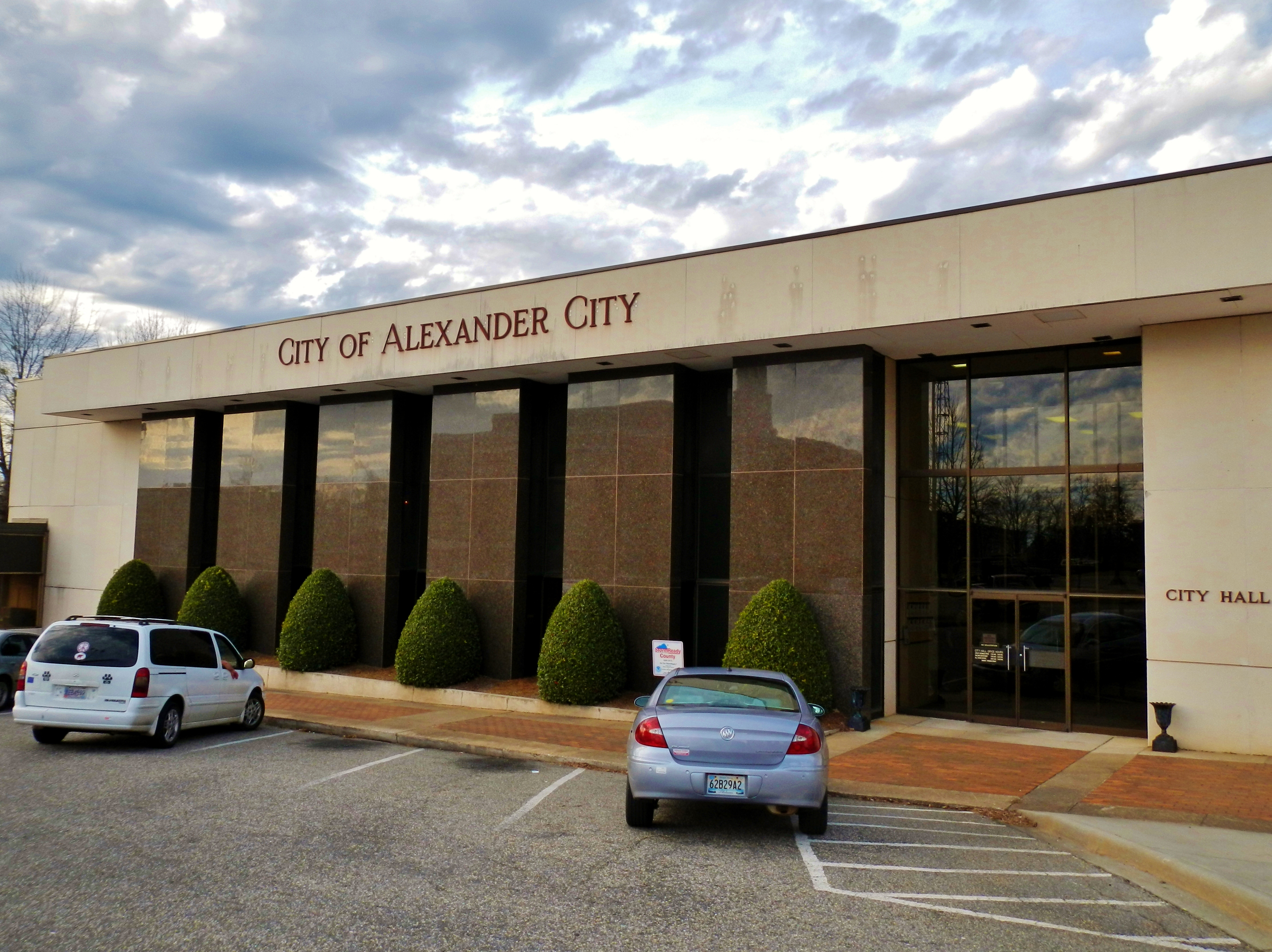
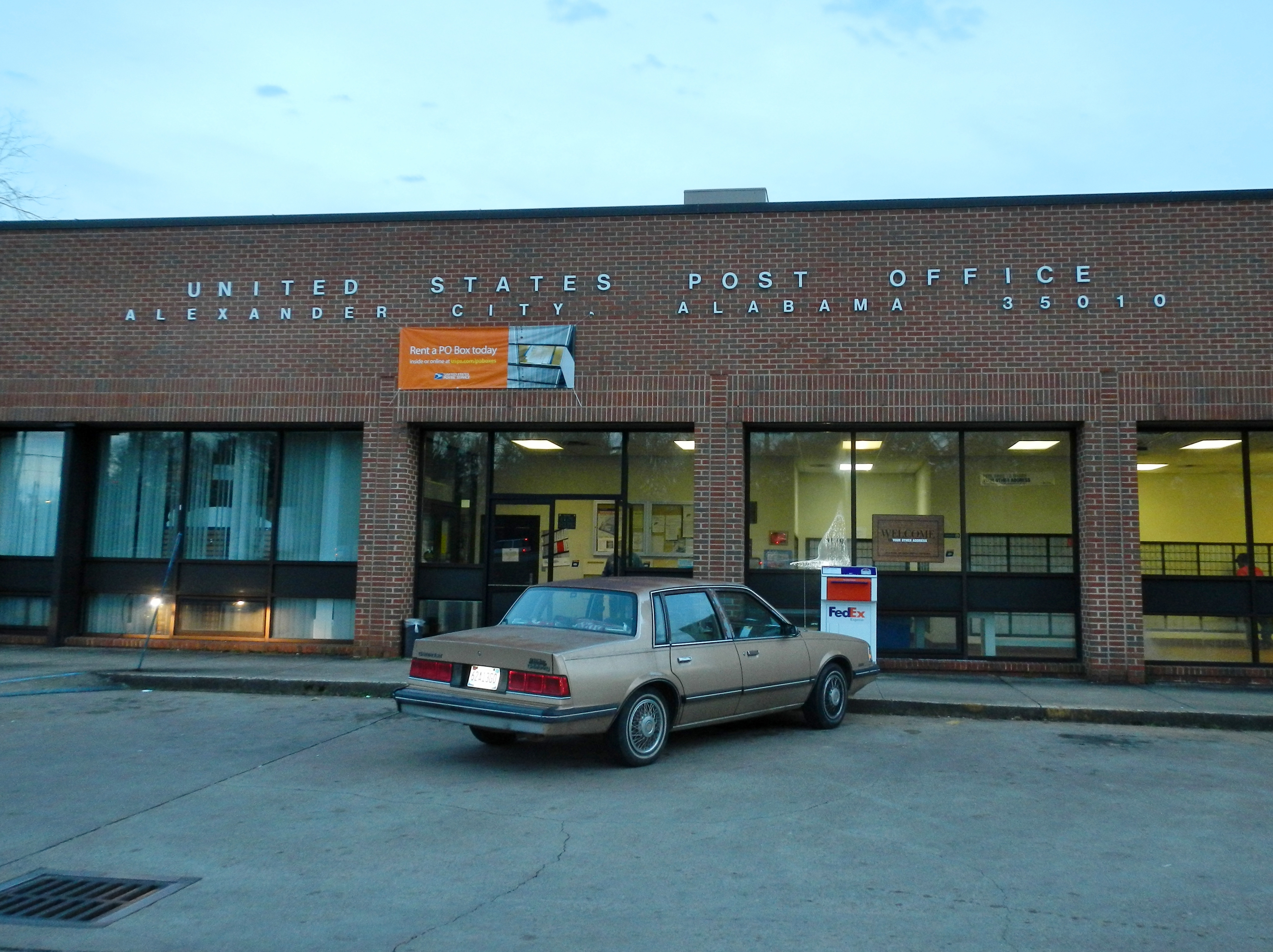
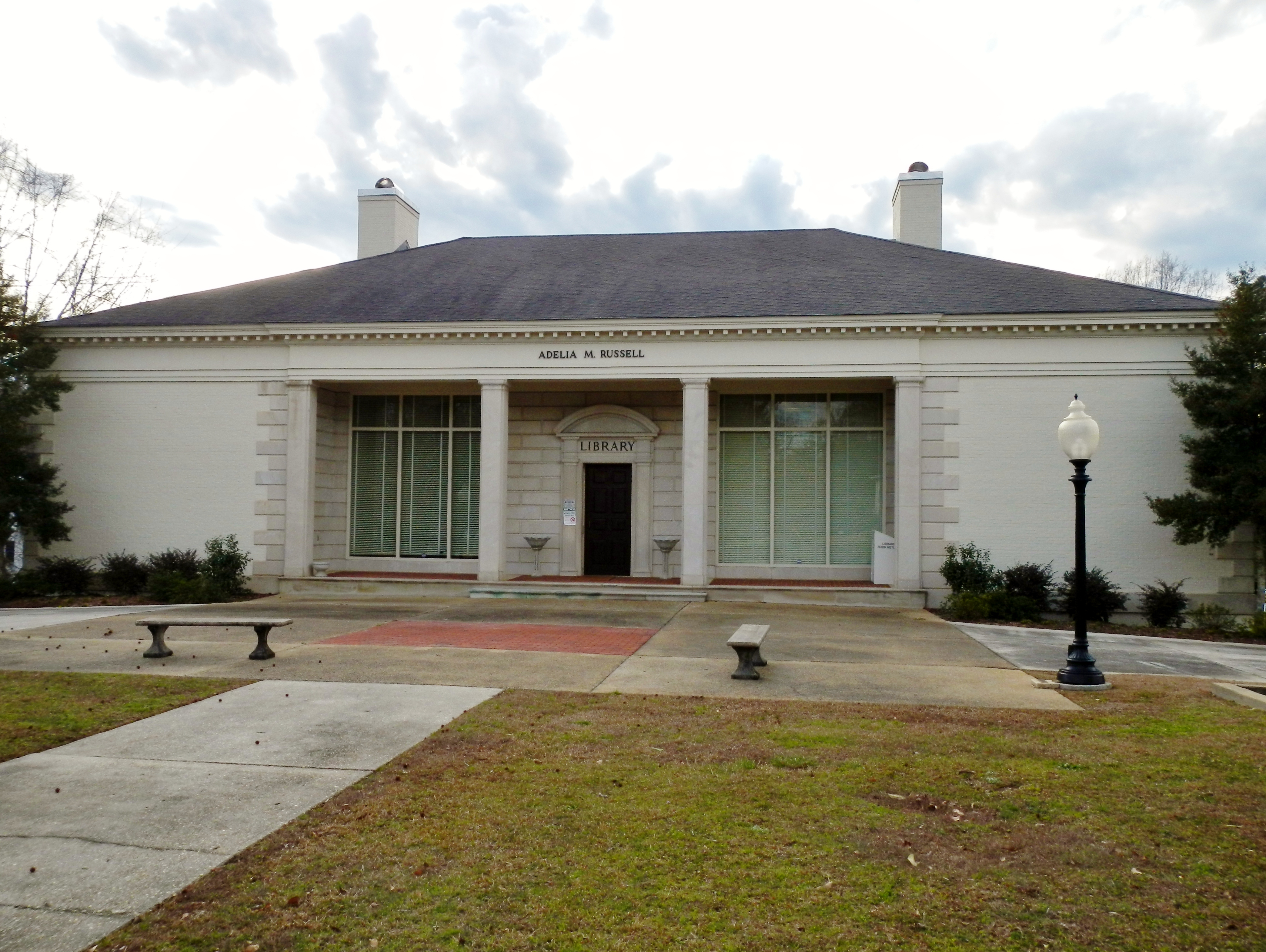
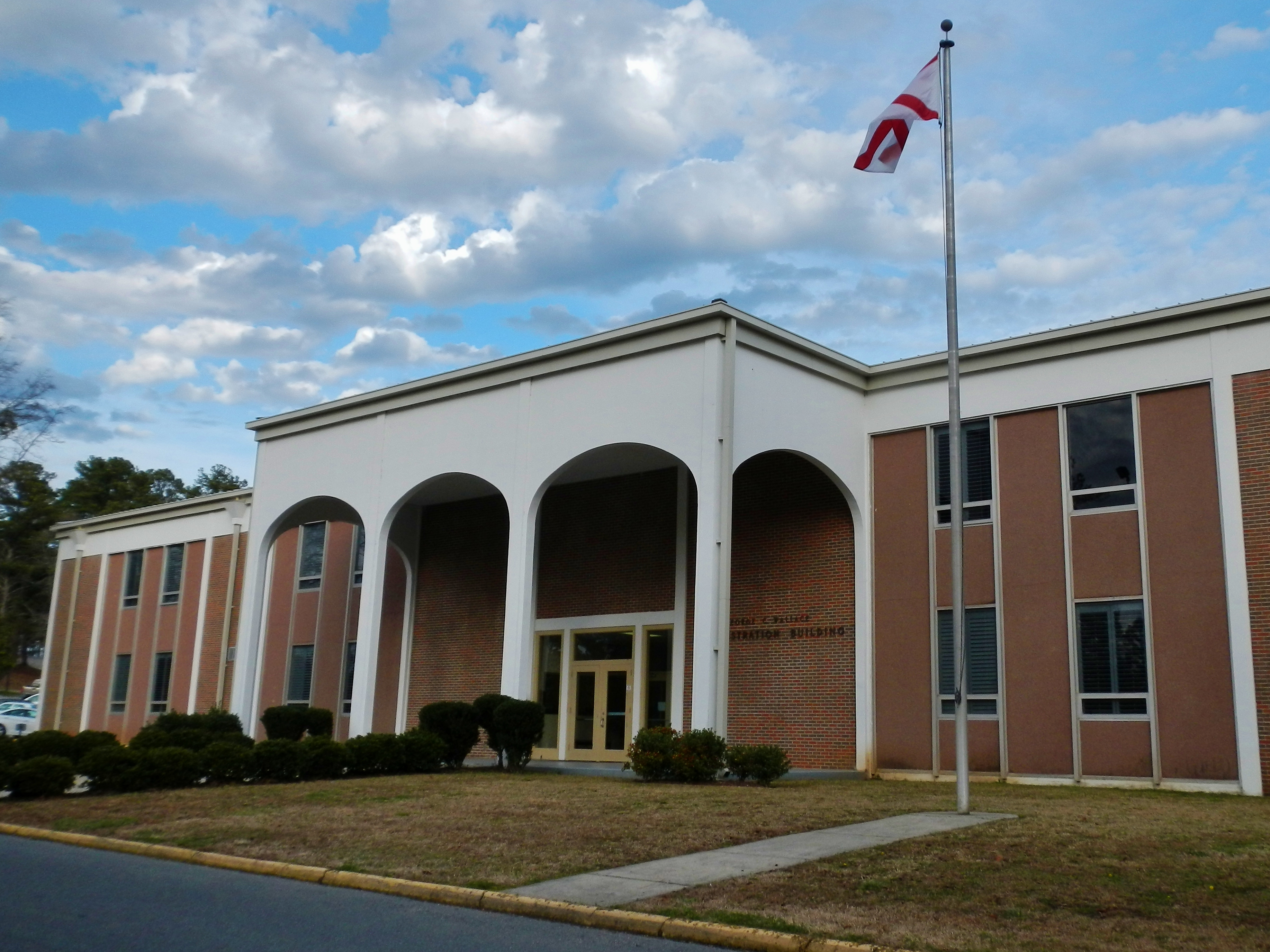
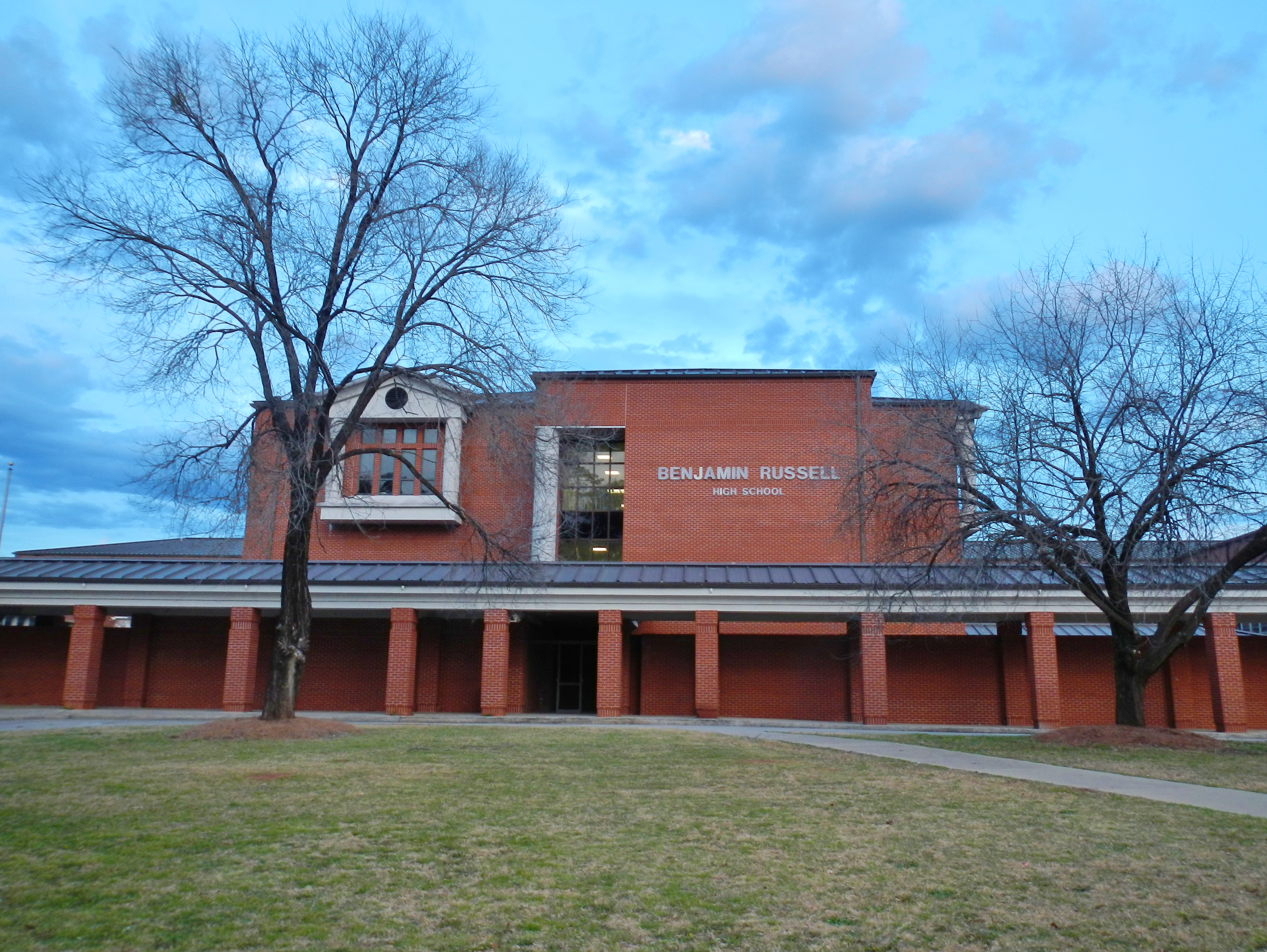
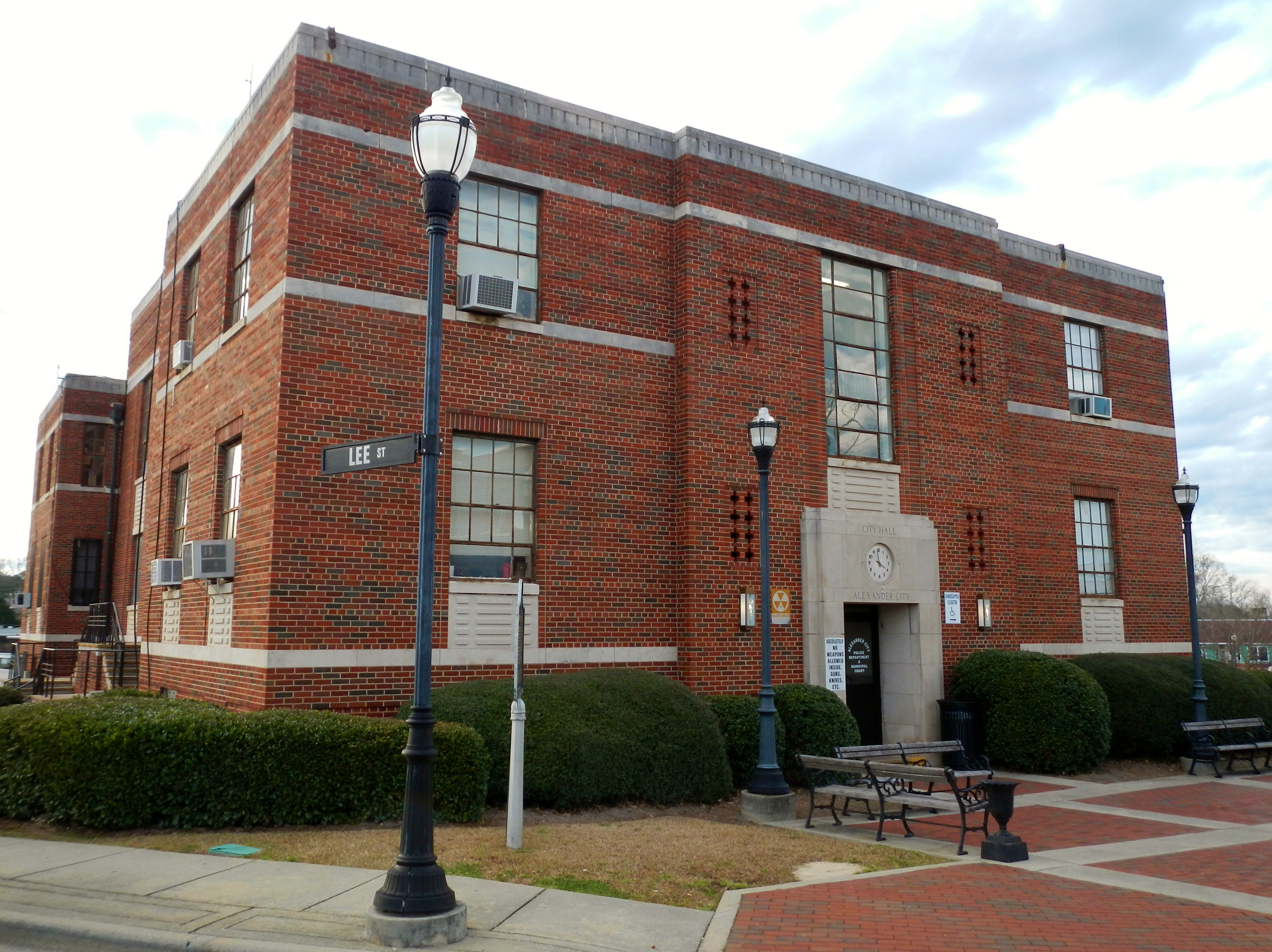
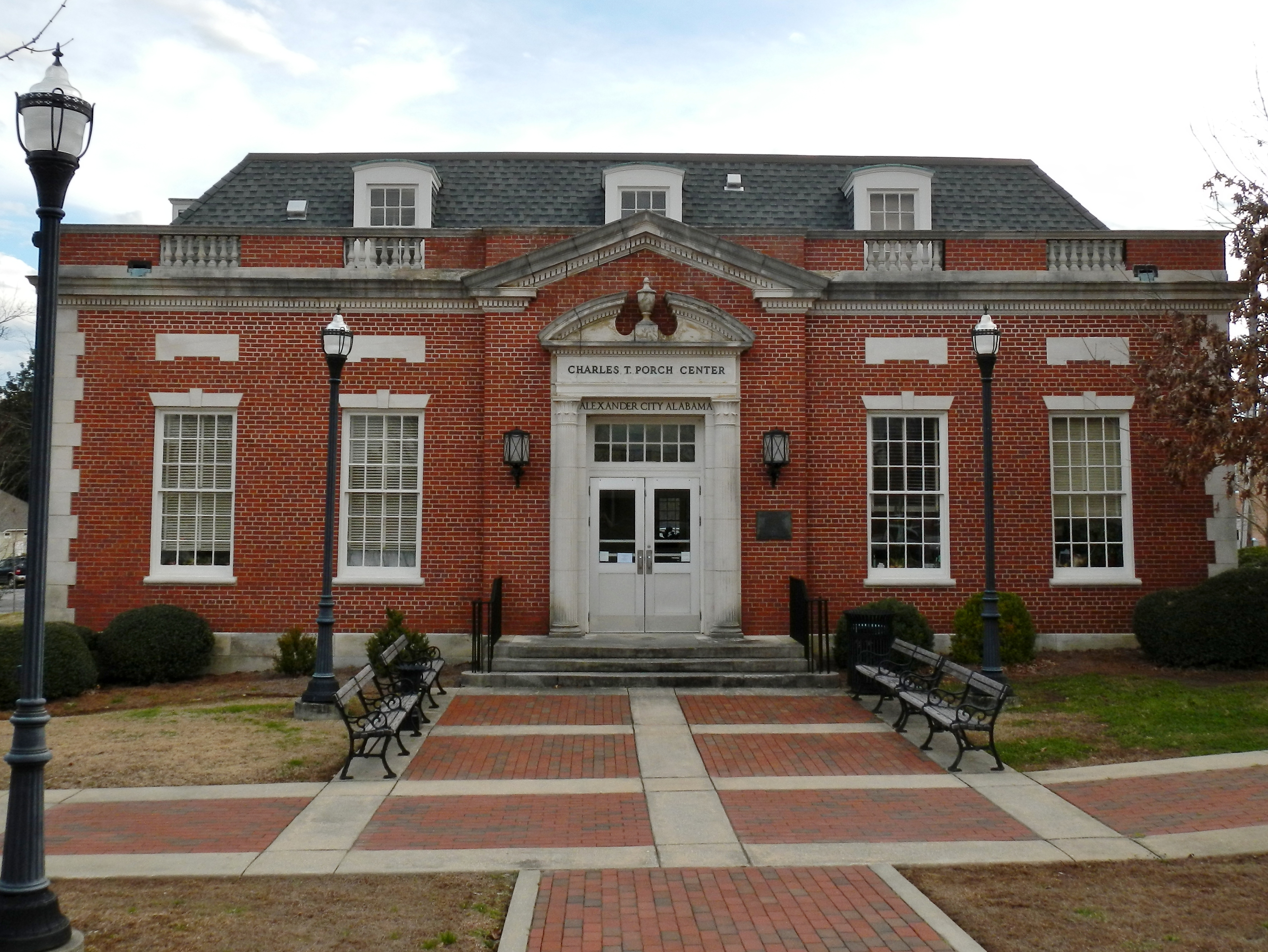
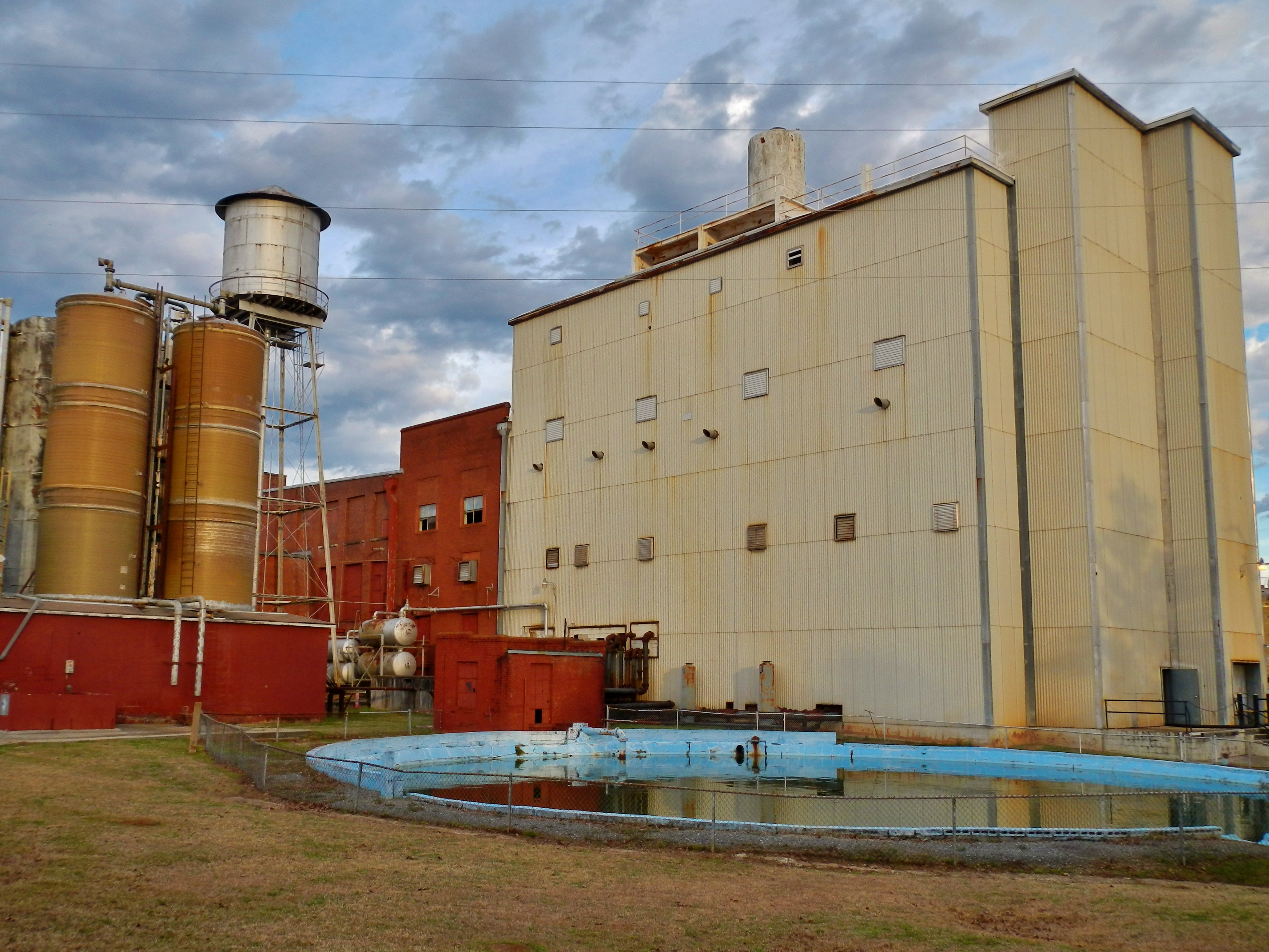
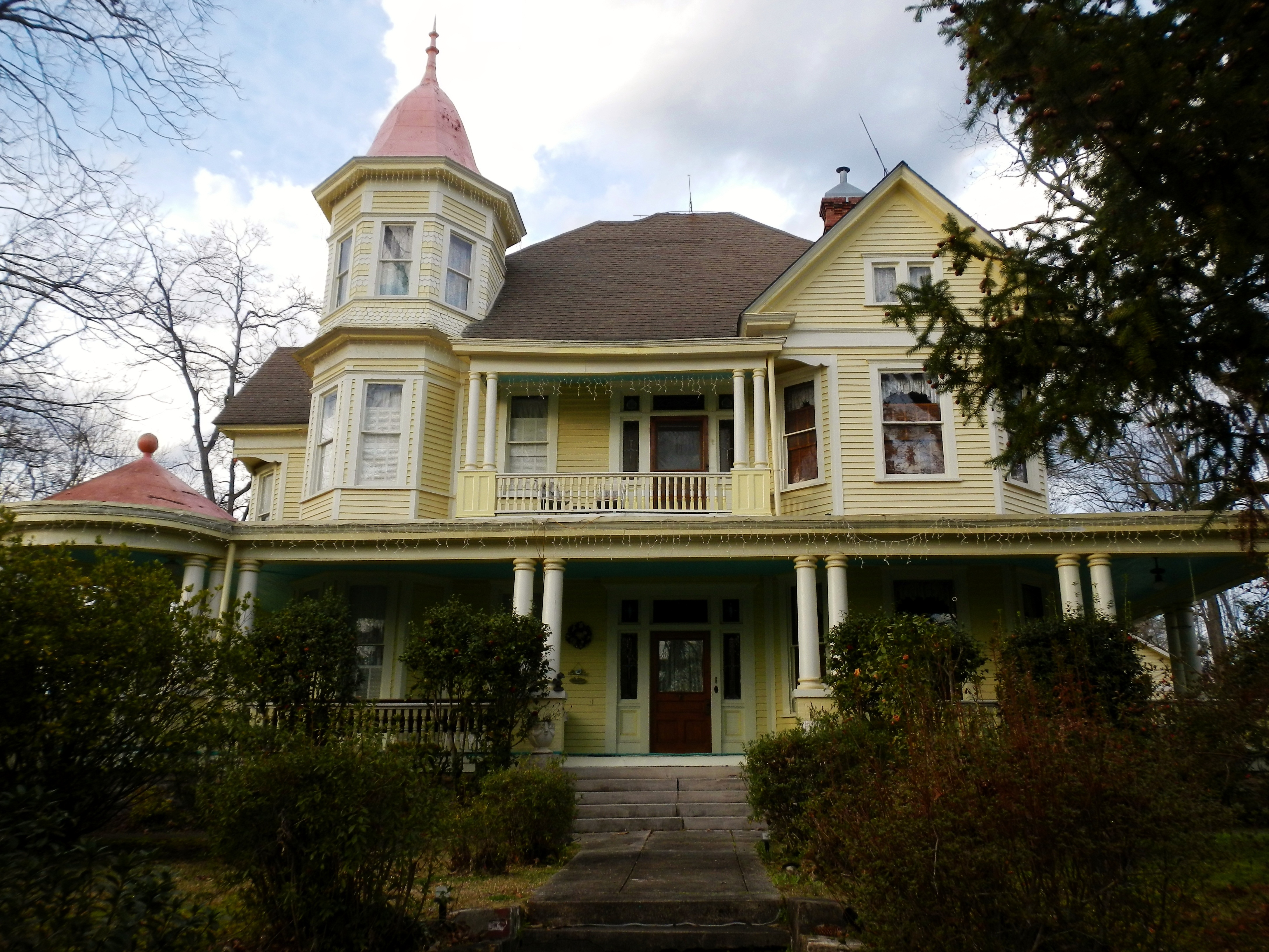
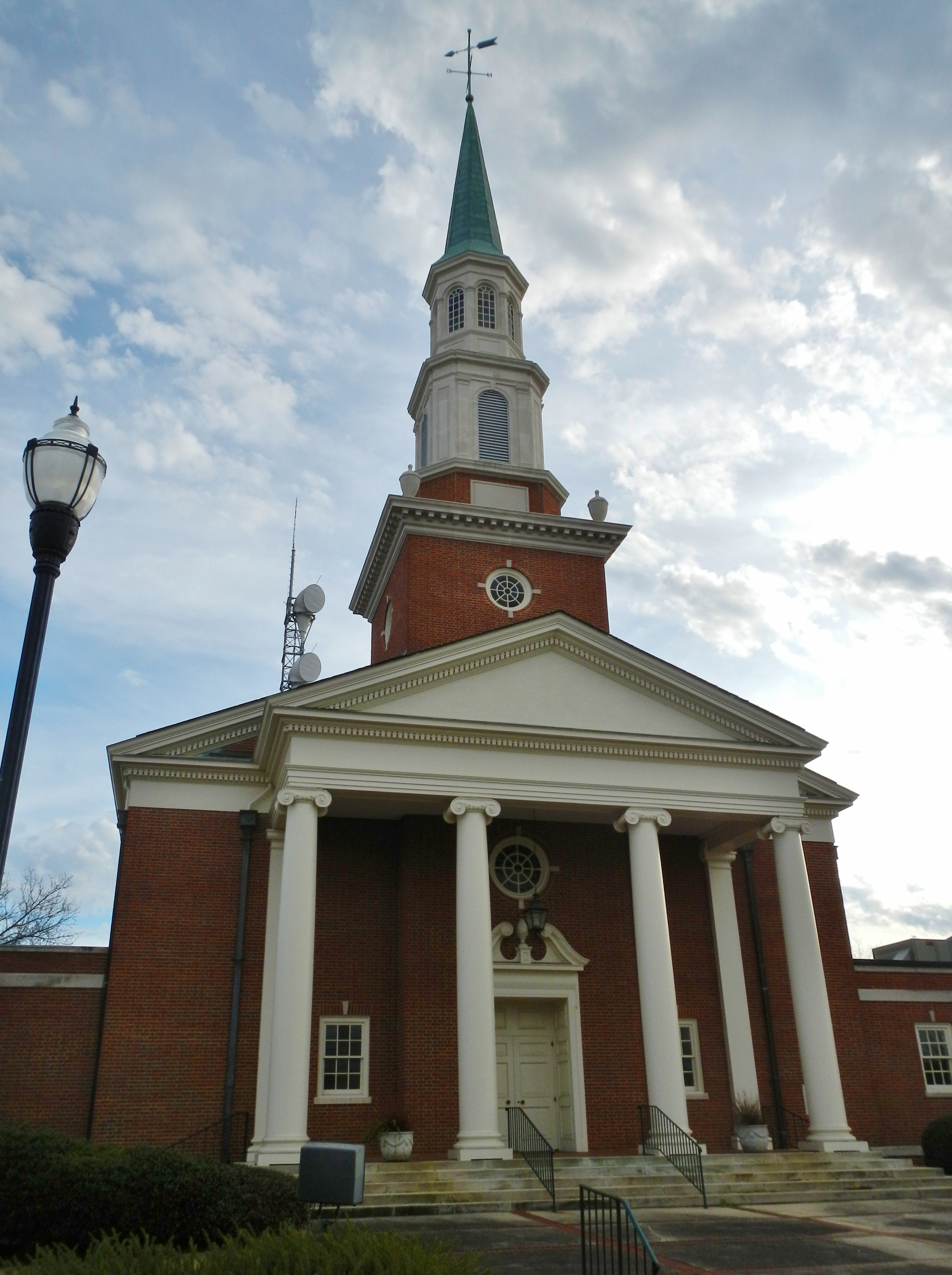
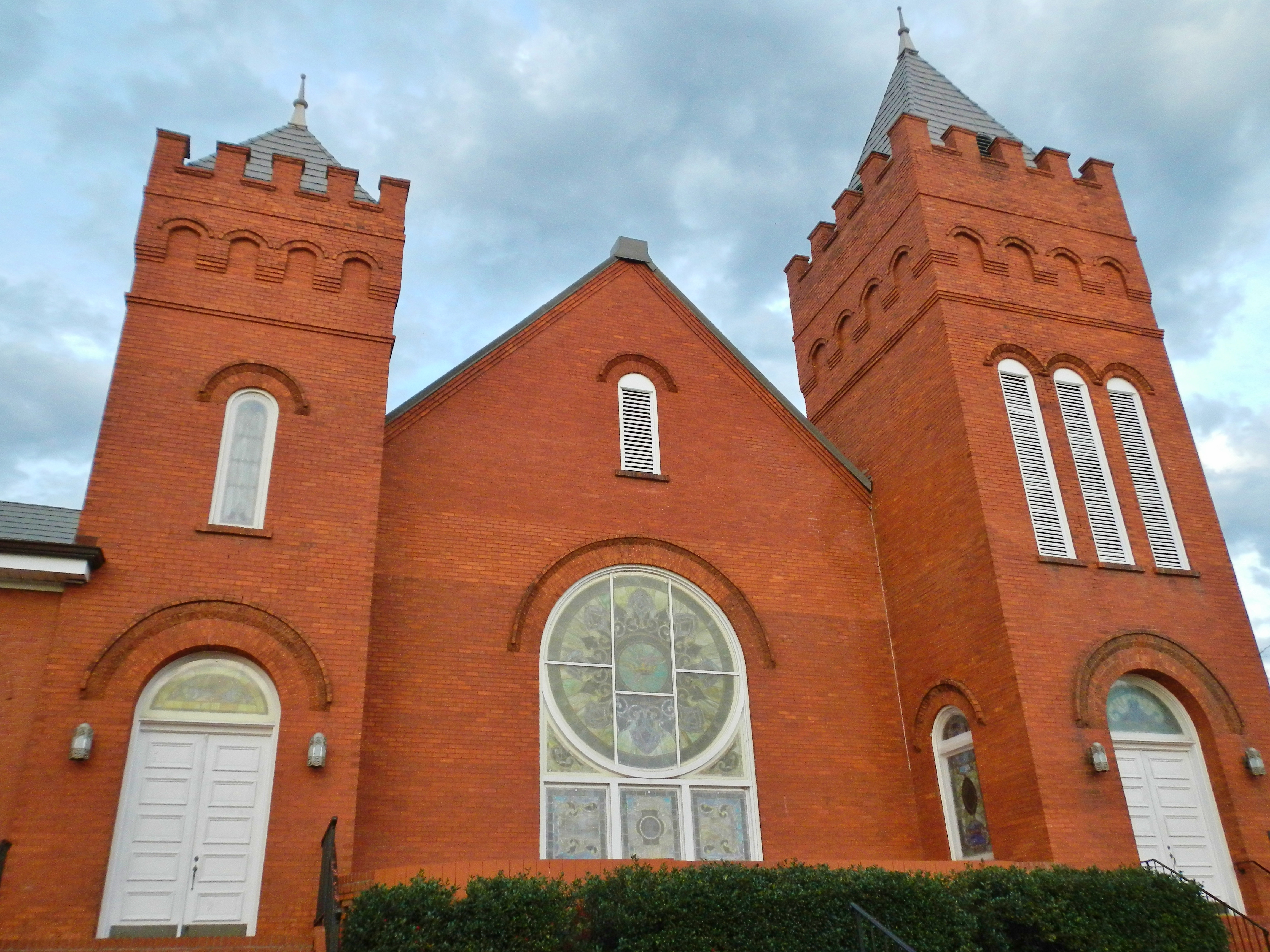